# Меллин полевой
Меллин полевой (лат. Mellinus arvensis) — вид песочных ос из подсемейства Mellininae.
Тело с лимонно-жёлтым изменчивым рисунком. Ноги жёлтые, у основания чёрные. Длина тела 15,5 мм. Самки длиннее самцов. Встречается очень часто в Центральной Европе на цветах и на стволах деревьев, из которых течёт сок. Гнездится в песке и приносит в качестве корма для личинок мух и тлей.